# Michael C. Hall
Michael C. Hall (Raleigh, Észak-Karolina, 1971. február 1. –) Golden Globe-díjas amerikai színész.
Televíziós szerepei közé tartozik David Fisher figurája, az HBO saját gyártású Sírhant művek című sorozatában, és Dexter Morgan karaktere a Dexter című sorozatból. 2009-ben, Hall Golden Globe-díjat nyert, és a Screen Actors Guild is elismerésben részesítette Dexter szerepéért.

## Élete
Hall az észak-karolinai Raleighben született. Édesanyja, Janice Styons Hall, egy középiskola pályaválasztási tanácsadója, míg az apja, William Carlyle Hall az IBM alkalmazottja volt. 
Hall egyetlen gyermekként nőtt fel, testvére születése előtt meghalt. Apja 1982-ben prosztatarákban hunyt el, amikor Michael 11 éves volt.
Hall a helyi Enloe középiskolába járt, ahol 1989-ben végzett.  Diplomát az Earlham Főiskolán 1993-ban szerzett és úgy tervezte, hogy  ügyvéd lesz. Később részt vett a New York University Master of Fine Arts programban New Yorkban.

## Pályafutása
Sírhant Művek
Sam Mendes javasolta Hallt a zárkózott David Fisher szerepére, amikor Alan Ball elkezdte a  castingot a TV-drámához. Hall munkáját az első szezonban elismerték. Jelölték Emmy-díjra a legjobb színész, és egy AFI-díj jelölést is kapott, az év színésze kategóriában David Fisher szerepéért 2002-ben.
Dexter
Hall jelenleg főszereplő és társproducer a Showtime, Dexter című televíziós sorozatában, amelyben ő játssza a címszereplőt, a vérelemzőt a Miami Metro rendőrségnél, aki éjszakánként sajátos módon szolgáltat igazságot. A sorozatban Hall exfelesége, Jennifer Carpenter a testvére, Debra Morgan. A sorozat premierje 2006. október 1-jén volt az USA-ban. Az ötödik évad 2010. szeptember 26-án kezdődött. Dexter szerepéért, Hallt jelölték további három Emmy-díjra a legjobb színész dráma kategóriában, 2008, 2009 és 2010-ben. Magát a sorozatot is jelölték 2008, 2009 és 2010 a legjobb tv-sorozat dráma kategóriában. Ő nyerte a 2007-es Television Critics Association díját az egyéni eredményekért ugyancsak dráma kategóriában. Továbbá Hallt jelölték Golden Globe-díjra, a legjobb színész TV dráma kategóriában 2007-ben, és 2008-ban is, végül megnyerte a díjat a 67. Golden Globe-díj átadón, 2010-ben. Szintén 2010-ben elnyerte a Screen Actors Guild Award, a Legjobb  drámai Férfi színész díját. 6. évad várható premierje az USA-ban, 2011 szeptemberben.
Reklámok
2009-ben Hall elkezdte néhány Dodge reklámhoz kölcsönözni hangját, többek között a Challenger, Charger, Durango, Grand Caravan, Journey, valamint a Jeep Grand Cherokee autókéhoz.

## Magánélete
2003. május 1-jén Hall házasságot kötött Amy Spanger színésznővel, akivel együtt játszottak a Broadwayn. A pár 2006-ban vált el. 2008. december 31-én összeházasodott Jennifer Carpenterrel, aki a mostohahúgát játszotta a Dexter című sorozatban. Két évvel később, 2010. december 18-án Carpenter válóperes keresetet adott be. A bejelentés szerint a pár már külön él 2010 augusztus óta.
2010. január 13-án Hall szóvivője megerősítette, hogy Michael kezelés alatt áll, egy kezelhető Hodgkin-limfómával. Sok munkatárs és barát tette közzé aggodalmait a médiában, némelyikük bevallotta, hogy fogalmuk sem volt arról, hogy Hall rákkal küzd, mert soha nem mutatta jelét a betegségnek. Hall a 2010-es a Golden Globe és Screen Actors Guild Awardon kötött sapkát viselt, mert elvesztette a haját a kemoterápiától. 2010. április 25-én Carpenter bejelentette, hogy Hall teljesen meggyógyult, és hogy újra dolgozni fog az új szezonban a Dexteren.
Hall büszke arra, hogy a nevét adta a Waterkeeper Szövetség, a környezetvédelmi nonprofit szervezethez, ahol azon dolgoznak, hogy tiszta és biztonságos legyen a víz az egész világon.

## Filmográfia

### Film
| Év   | Magyar cím                             | Eredeti cím                                         | Szerep                           | Magyar hang       |
| ---- | -------------------------------------- | --------------------------------------------------- | -------------------------------- | ----------------- |
| 2003 | A felejtés bére                        | Paycheck                                            | Klein ügynök                     | Megyeri János     |
| 2009 | Gamer – Játék a végsőkig               | Gamer                                               | Ken Castle                       | Hujber Ferenc     |
| 2011 |                                        | Peep World                                          | Jack Meyerwitz                   |                   |
| 2012 | Boldog-boldogtalan                     | The Trouble with Bliss                              | Morris Bliss                     | Hujber Ferenc     |
| 2013 | Öld meg kedveseid                      | Kill Your Darlings                                  | David Kammerer                   | Görög László      |
| 2014 | Rideg világ                            | Cold in July                                        | Richard Dane                     | Haás Vander Péter |
| 2015 | Az Igazság Ligája: Istenek és szörnyek | Justice League: Gods and Monsters                   | Kirk Langstrom / Batman (hangja) | Welker Gábor      |
| 2016 |                                        | Christine                                           | George Peter Ryan                |                   |
| 2016 |                                        | After Adderall                                      | rendező                          |                   |
| 2017 | Mélytorok: A Watergate-sztori          | Mark Felt: The Man Who Brought Down the White House | John Dean                        | Csőre Gábor       |
| 2018 | Éjszakai játék                         | Game Night                                          | a bolgár                         | Schmied Zoltán    |
| 2019 | A jelentés                             | The Report                                          | Thomas Eastman                   |                   |
| 2019 | A Hold árnyékában                      | In the Shadow of the Moon                           | Holt                             | Görög László      |
| 2021 |                                        | John and the Hole                                   | Brad                             |                   |

### Televízió
| Év        | Magyar cím                  | Eredeti cím                                  | Szerep                           | Magyar hang                                                                     |
| --------- | --------------------------- | -------------------------------------------- | -------------------------------- | ------------------------------------------------------------------------------- |
| 2001–2005 | Sírhant művek               | Six Feet Under                               | David Fisher                     | - 63 epizód - magyar hangja: - Hujber Ferenc                                    |
| 2004      | Sötét ösvény                | Bereft                                       | Jonathan                         | tévéfilm                                                                        |
| 2006      |                             | Mysteries of the Freemasons                  | narrátor                         | tévéfilm                                                                        |
| 2006–2013 | Dexter                      | Dexter                                       | Dexter Morgan                    | - főszereplő (96 epizód) - vezető producer - magyar hangja: - Haás Vander Péter |
| 2009–2010 |                             | Dexter: Early Cuts                           | Dexter Morgan (hangja)           | 12 epizód                                                                       |
| 2011      |                             | Vietnam in HD                                | narrátor                         | 6 epizód                                                                        |
| 2012      |                             | Ruth & Erica                                 | Tom                              | 3 epizód                                                                        |
| 2014      | Pusztuló jelen, vészes jövő | Years of Living Dangerously                  | önmaga                           | 1 epizód                                                                        |
| 2015      |                             | Justice League: Gods and Monsters Chronicles | Kirk Langstrom / Batman (hangja) | 1 epizód                                                                        |
| 2015–2017 | Csillag kontra Gonosz Erők  | Star vs. the Forces of Evil                  | Toffee (hangja)                  | 9 epizód                                                                        |
| 2017      | A Korona                    | The Crown                                    | John F. Kennedy                  | 1 epizód                                                                        |
| 2018      | Safe                        | Safe                                         | Dr. Tom Delaney                  | - 8 epizód - vezető producer                                                    |
| 2019      |                             | Documentary Now!                             | Billy May "Dead Eyes" Dempsey    | 1 epizód                                                                        |
| 2020      | A legyőzött                 | The Defeated                                 | Tom Franklin                     | minisorozat                                                                     |
| 2021–2022 | Dexter: Új vér              | Dexter: New Blood                            | Dexter Morgan / Jim Lindsay      | - minisorozat - magyar hangja: - Bozsó Péter                                    |
| 2024-2025 | Dexter: Eredendő bűn        | Dexter: Original Sin                         | Narrátor (Dexter Morgan)         | Kőszegi Ákos                                                                    |

## Fordítás
Ez a szócikk részben vagy egészben  a   Michael C. Hall című angol Wikipédia-szócikk fordításán alapul.  Az eredeti cikk szerkesztőit annak laptörténete sorolja fel. Ez a jelzés csupán a megfogalmazás eredetét és a szerzői jogokat jelzi, nem szolgál a cikkben szereplő információk forrásmegjelöléseként.